# Golden Sax Swing
Golden Sax Swing är ett samlingsalbum från 2014 av dansbandsgruppen Thorleifs. Albumet innehåller främst äldre material även om 12 av låtarna spelades in i mitten av 2014, två år efter att bandet officiell upplöstes i mitten av 2012.

## Låtlista
1. "Vi möts igen" ("We'll Meet Again")
2. "Abba-medley"
  1. "Waterloo"
  2. "Mamma Mia"
  3. "Ring ring (bara du slog en signal)"
  4. "Super Trouper"
  5. "Money, Money, Money"
3. "Who's Sorry Now?"
4. "Alice Babs-medley"
  1. "Swing it, magistern!"
  2. "Alice i Tyrolen"
  3. "Sugartime"
  4. "Vårat gäng"
  5. "Stigbergsgatan 8"
5. "Du är min man"
6. "Chattanooga Choo Choo"
7. "Beatles-medley"
  1. "She Loves You"
  2. "Can't Buy Me Love"
  3. "All My Loving"
  4. "Eight Days a Week"
  5. "Tell Me Why"
  6. "With a Little Help from My Friends"
8. "Swing Cat"
9. "Morgen"
10. "Wake Me Up Before You Go-Go"
11. "Swing 'n' Rock Medley"
  1. "In the Mood"
  2. "Bye Bye Blackbird"
  3. "American Patrol"
  4. "A String of Pearls"
  5. "Take the "A" Train"
  6. "Rock Around the Clock"
  7. "Blue Suede Shoes"
  8. "See You Later, Alligator"
  9. "Chattanooga Choo Choo"
12. "What You're Proposing"

## Listplaceringar
| Lista (2014) | Topplacering |
| ------------ | ------------ |
| Sverige      | 10           |